# Tyrese Campbell
Tyrese Kai Campbell (Cheadle Hulme, 28 december 1999) is een Engels voetballer die als aanvaller speelt. Hij stroomde in 2018 door vanuit de jeugd van Stoke City. 

## Clubcarrière
Campbell is de zoon van oud-voetballer Kevin Campbell. In 2016 betaalde Stoke City £ 1.750.000 voor hem aan Manchester City, waar Campbell sinds 2014 de jeugdreeksen doorliep. Hij debuteerde voor Stoke op 24 februari 2018 tegen Leicester City in de Premier League. Stoke speelde met 1-1 gelijk. Hij degradeerde met Stoke uit de Premier League aan het einde van het seizoen 2017/2018. Tijdens het seizoen 2018/2019 werd hij verhuurd aan derdeklasser Shrewsbury Town, waar hij 5 keer scoorde. 

## Clubstatistieken
| Seizoen | Club              | Land              | Competitie     | Competitie | Competitie | Beker | Beker | Internationaal | Internationaal | Totaal | Totaal |
| Seizoen | Club              | Land              | Competitie     | Wed.       | Dlp.       | Wed.  | Dlp.  | Wed.           | Dlp.           | Wed.   | Dlp.   |
| ------- | ----------------- | ----------------- | -------------- | ---------- | ---------- | ----- | ----- | -------------- | -------------- | ------ | ------ |
| 2017/18 | Stoke City        | Vlag van Engeland | Premier League | 4          | 0          | 0     | 0     | 0              | 0              | 4      | 0      |
| 2018/19 | Stoke City        | Vlag van Engeland | Championship   | 3          | 0          | 3     | 2     | 0              | 0              | 6      | 2      |
| 2018/19 | → Shrewsbury Town | Vlag van Engeland | League One     | 15         | 5          | 0     | 0     | 0              | 0              | 15     | 5      |
| 2019/20 | Stoke City        | Vlag van Engeland | Championship   | 8          | 0          | 3     | 0     | 0              | 0              | 11     | 0      |
| Totaal  | Totaal            | Totaal            | Totaal         | 30         | 5          | 6     | 2     | 0              | 0              | 36     | 7      |